# Entalpie
| Potențiale termodinamice | Potențiale termodinamice              |
| ------------------------ | ------------------------------------- |
| Energie internă          | {\displaystyle U\left(S,V,N\right)\,} |
| Entalpie                 | {\displaystyle H\left(S,p,N\right)\,} |
| Energie liberă           | {\displaystyle F\left(T,V,N\right)\,} |
| Entalpie liberă          | {\displaystyle G\left(T,p,N\right)\,} |
| modifică                 |                                       |

Entalpia este o funcție de stare a unui sistem termodinamic. Ea este legată de alte mărimi termodinamice fundamentale prin relația:
{\displaystyle \quad H=U-\sum _{i=1}^{n}X_{i}\,x_{i}\,}
unde {\displaystyle U\,} este energia internă; sistemul considerat are {\displaystyle n\,} grade de libertate mecanice, {\displaystyle x=\left(x_{1},...,x_{n}\right)\,} sunt variabilele de poziție, iar {\displaystyle X=\left(X_{1},...,X_{n}\right)\,} variabilele de forță generalizată conjugate.
Notația folosită de fizicieni pentru entalpie este {\displaystyle H\,} dar în literatura tehnică se folosește mult notația {\displaystyle I\,} în timp ce notația {\displaystyle H\,} este folosită pentru diferențe (căderi) de entalpie. Ambele notații erau admise în standardele române.
Variația entalpiei într-o transformare termodinamică la variabile de forță constante (pentru un fluid, o transformare izobară) este egală cu energia transferată către sistem în cursul transformării sub formă de căldură.
Exprimată ca funcție de parametrii de stare temperatură și variabilele de forță, entalpia este un potențial termodinamic.

## Istoric și terminologie
Gibbs a introdus conceptul care va fi denumit ulterior entalpie cu notația H de la Heat Function. Denumirea entalpie  a fost dată de Heike Kamerling-Ones. Conceptul este uneori atribuit incorect lui Benoit Clapeyron și lui Rudolf Clausius care au introdus relația Clausius-Clapeyron.

## Entalpia unui fluid
Fie o cantitate de fluid, care poate conține {\displaystyle c\,} componente de specii chimice diferite. O stare de echilibru a acestui sistem este complet descrisă de variabilele entropie {\displaystyle S\,} presiune {\displaystyle p\,} și cantitățile în care sunt prezente componentele sale {\displaystyle N=\left(N_{1},...,N_{c}\right)\,}. Cantitățile {\displaystyle N=\left(N_{1},...,N_{c}\right)\,} pot fi exprimate în unități de masă, număr de moli sau chiar număr de molecule.
Entalpia {\displaystyle H\left(S,p,N\right)=U+pV\,} este un potențial termodinamic. Diferențiala totală
{\displaystyle dH=T\,dS+V\,dp+\sum _{k=1}^{c}\mu _{k}\,dN_{k}\,}
furnizează ecuațiile de stare
{\displaystyle \left({\frac {\partial H}{\partial S}}\right)_{p,\{N_{k}\}}=T,\quad \left({\frac {\partial H}{\partial p}}\right)_{S,\{N_{k}\}}=V,\quad \left({\frac {\partial H}{\partial N_{j}}}\right)_{S,p,\{N_{k\neq j}\}}=\mu _{j}.}